# Lluís d'Este
Lluís d'Este (Ferrara, 1538 – Roma, 30 de desembre de 1586).
Noble i religiós italià. Era l'últim fill del duc de Ferrara, Mòdena i Reggio, Hèrcules II i de la seva esposa la princesa Renata de França, filla de Luis XII i de la duquessa Ana de Bretanya. Els seus avis paterns van ser Alfonso I d'Est i Lucrecia Borgia, filla del papa Alejandro VI. El seu germà major Alfonso va heretar el Ducat de Ferrara.
Va ser un prelat italià del segle xvi. El 1561, el Papa Pius IV el va nomenar cardenal.